# Arne Larsen (biegacz narciarski)
Arne Larsen (ur. 7 lipca 1909 w Hamar, zm. 29 maja 1981) – norweski biegacz narciarski i lekkoatleta, srebrny medalista mistrzostw świata w narciarstwie klasycznym.

## Kariera
W 1938 roku wystartował na Mistrzostwach Świata w Lahti. Osiągnął tam największy sukces w swojej karierze wspólnie z Olavem Økernem, Ragnarem Ringstadem i Larsem Bergendahlem zdobywając srebrny medal w sztafecie 4x10 km. Na tych samych mistrzostwach zajął 85. miejsce w biegu na 18 km techniką klasyczną.
Oprócz biegów narciarskich uprawiał także lekkoatletyczne biegi długodystansowe. Zdobył srebrne medale w biegach na 5000 m oraz 10000 m w 1938 i 1939 roku. Był też brązowym medalistą mistrzostw Norwegii w biegu przełajowym w 1937 i 1938 roku. Za swoje osiągnięcia sportowe otrzymał nagrodę Egebergs Ærespris w 1939 roku.

## Osiągnięcia

### Mistrzostwa świata
| Miejsce | Dzień     | Rok  | Miejscowość | Konkurencja          | Czas biegu | Strata | Zwycięzca      |
| ------- | --------- | ---- | ----------- | -------------------- | ---------- | ------ | -------------- |
| 85.     | 25 lutego | 1938 | Lahti       | 18 stylem klasycznym | 1:09:37    | +7:49  | Pauli Pitkänen |
| 2.      | 28 lutego | 1938 | Lahti       | Sztafeta 4x10 km     | 2:38:42    | +3:48  | Finlandia      |